# تصاوغ لادوراني

متصاوغان لادورانيان من 6'،6-ثنائي نترو-2'،2-ثنائي حمض الفينيك وهما المركبان اللذان لوحظ فيهما ظاهرة التصاوغ اللادوراني سنة 1922.

التصاوغ اللادوراني هو نوع خاص من أنواع التصاوغ الفراغي والذي ينجم عن وجود إعاقة فراغية لدوران حول الرابطة الأحادية التساهمية، وهذا الإجهاد الفراغي يؤدي إلى تشكيل حاجز طاقي يعيق الدوران الحادث في أنواع التصاوغ الفراغي الأخرى، ويكون ذلك الحاجز مرتفعاً بالشكل الكافي الذي يسمح بعزل المصاوغات الشكلية.
يمكن العثور على المصاوغات اللادورانية في الطبيعة، وهي ذات أهمية في التصميم الدوائي. عندما تكون المستبدلات لايدوياً تكون المصاوغات الشكلية على هيئة مصاوغات مرآتية؛ أما في حال كون المستبدلات ذات يدوية محورية، فإنها تكون بذات الوقت مقابل غير ضوئية.

## التاريخ وأصل الكلمة
يشتق المصطلح في اللغة الإنجليزية atropisomer من الإغريقية ἄτροπος (أتروبوس)، والتي تعني غير قابل للدوران، وكان عالم الكيمياء الحيوية الألماني ريشارد كون Richard Kuhn أول من اقترح هذه التسمية لزميله كارل فرويدنبيرغ Karl Freudenberg في دورية علمية عن الكيمياء الفراغية في سنة 1933. سبق ذلك في سنة 1922 نجاح أول تجربة في عزل مصاوغات لادورانية في مركب رباعي الاستبدال 6'،6-ثنائي نترو-2'،2-ثنائي حمض الفينيك.